# Castillo de Baden
El Castillo de Baden es la ruina de un castillo en lo alto de Badenweiler en el distrito de Brisgovia-Alta Selva Negra en Baden-Wurtemberg, Alemania.
Fue destruido el 6 de abril de 1678 por las tropas francesas durante la guerra franco-neerlandesa.